# Erotica (1962)
Erotica (Originaltitel: L’amore difficile) ist ein vierteiliger, italienisch-deutscher Episodenfilm von 1962 zum Thema „Schwierigkeiten in Liebesdingen“, in dem neben italienischen Leinwandgrößen wie Nino Manfredi, Vittorio Gassman und Enrico Maria Salerno auch die deutschsprachigen Stars Nadja Tiller, Lilli Palmer und Bernhard Wicki mitwirkten. Den jeweils rund halbstündigen Geschichten liegen literarische Grundlagen Alberto Moravias („Der Hausfreund“), Ercole Pattis („Der Junggeselle“), Italo Calvinos („Der Soldat“) und Mario Soldatis („Der Ehemann“) zugrunde.

## Handlung

### Der Junggeselle(Im Original:Le donne)
Junggeselle Antonio, ein Mann mittleren Alters mit intellektueller Aura, der sich für unwiderstehlich hält, wird am späten Vormittag von seiner Zugehfrau geweckt. Er zahlt rasch ihren Lohn aus, um sie loszuwerden, denn er muss sich noch für einige Eroberungen am frühen Nachmittag vorbereiten. Sein erstes Mädchen ist Valeria, die mit ihm ans Meer fahren will, was eigentlich nicht in seine Planungen passt. Die zweite Frau ist Bruna, die bei ihm zuhause auftaucht. Er hat sie angerufen und glaubt, dass sie nur deshalb mit ihm ins Bett gehen wolle, weil er so großartig sei. Doch sie bestimmt die Regeln und macht ihm klar, dass diese Affäre nur eine Art Abschiedssex ist, denn sie wird in zwei Tagen heiraten. Der selbsternannte Stecher scheitert letztlich an den selbstbestimmten Frauen der Moderne, die er doch bislang zu kontrollieren und zu beherrschen glaubte. Dieser Tag, der für Antonio mit einer Enttäuschung und einem verweigerten Kuss begann, endet für ihn mit einer saftigen Ohrfeige …

### Der Hausfreund(Im Original:L’avaro)
Rechtsanwalt Tullio Monari ist der Inbegriff des seelisch entleerten, nur auf Wohlstand und Erfolg abzielenden Wohlstandsbürgers und geizigen Möchtegernverführers. Seine Werte basieren nur auf Oberflächlichkeit und Sinnesvergnügen. Im Auftrag seines Mandanten de Gasperi soll er eine Versicherung verklagen. Als er dessen Gattin Elena kennen lernt, wägt er die Möglichkeiten für den Beginn einer Affäre sorgsam ab. Er gibt sich einerseits als eitler Draufgänger und Eroberer, erweist sich dann aber letztlich doch nicht als mutig genug, auf die erwiderten Avancen Elenas, deren Ehe brüchig geworden ist, in angemessener Weise zu reagieren. Als Avocato Tullio feststellen muss, dass sein Mandant nicht nur spielsüchtig, sondern auch noch obendrein de facto pleite ist, ergibt für den Anwalt die ganze Affäre keinen Sinn mehr, und er beendet sie, ehe ihn die ganze Amour fou sehr teuer zu stehen kommen könnte …

### Der Ehemann(Im Original:Le serpente)
Hans und Hilde Brenner, ein deutsches Ehepaar aus Köln in „den besten Jahren“, sind auf Italienreise und wollen mit ihrem Auto einen Urlaub auf Sizilien verbringen. Während sich Professor Brenner vor allem für die antiken Ausgrabungsstätten begeistert, gibt sich seine vernachlässigt fühlende Frau immer mehr ihren erotischen Bedürfnissen in Gestalt von Phantasien hin. Bei einer nächtlichen Fahrt in eine abgeschiedene Gegend bleibt prompt Brenners Wagen liegen. Da kommt auf einmal ein kleiner Laster mit zwei jungen Italienern heran und bietet Hilfe an. Da die LKW-Fahrer nur noch einen Platz frei haben, nehmen sie Hilde mit, um den Abschleppdienst zu holen. Sie zwängt sich zwischen die beiden Männer im Fahrerhaus. Doch Hildes Wunsch nach sehr viel mehr bleibt enttäuscht, aus ihrer Phantasie wird keine Wirklichkeit. Aus eben dieser Enttäuschung erwächst Wut, die darin gipfelt, dass die frustrierte Gattin behauptet, sie sei von den beiden Männern vergewaltigt worden. Jetzt erst wacht Hans auf und versteht, was in seiner Frau vorgeht …

### Der Soldat(Im Original:L’avventura di un soldato)
Ein einfacher Soldat sitzt in seinem Abteil und dämmert so vor sich hin. Die Hitze ist enorm, er ist kaum zu vernünftigen Wahrnehmungen imstande. Als eine junge, attraktive Frau in sein Abteil dazu steigt, wird er plötzlich hellwach. Sie trägt schwarz und hinterlässt beim Mann in Uniform den Eindruck, als sei sie verwitwet. Die Dame setzt sich gleich neben den Soldaten, was dieser als ein Zeichen auffasst, mit der vermeintlichen Witwe anbandeln zu sollen. Es fällt ihm sehr schwer, sich ihrer Wirkung zu entziehen. Als er sie scheinbar zufällig berührt und sie weder zurückzuckt, noch sich über sein Vorgehen beschwert, wird er mutiger und beginnt zaghaft, die Schöne in Schwarz Stück für Stück zu verführen. Bald wird er in seiner Vorgehensweise immer dreister, bis schließlich die kleine Tochter der Witwe auftaucht, und beide das Abteil verlassen. Am Ende steht der Soldat einsam auf den Gleisen eines öden Kleinstadtbahnhofs, während sich die Witwe im Zug entfernt …

## Produktionsnotizen
Erotica wurde über mehrere Monate des Jahres 1962 gedreht und Ende Dezember desselben Jahres uraufgeführt. Die deutsche Erstaufführung fand am 6. August 1963 in Berlins Gloria-Palast statt.

## Wissenswertes
Erotica entstand infolge des großen kommerziellen Erfolgs der gleichfalls vierteiligen Film-Anthologie Boccaccio 70, die im Vorjahr 1961 gedreht wurde. Beide Filme läuteten das im Italien der 1960er Jahre beliebte Genre des erotischen Episodenfilms ein.

## Synchronisation
| Rolle            | Darsteller           | Synchronsprecher |
| ---------------- | -------------------- | ---------------- |
| Tullio Monari    | Vittorio Gassman     | Helmo Kindermann |
| Hilde Brenner    | Lilli Palmer         | sie selbst       |
| Elena de Gasperi | Nadja Tiller         | sie selbst       |
| Antonio          | Enrico Maria Salerno | Horst Naumann    |
| Valeria          | Catherine Spaak      | Margot Leonard   |

## Kritiken
Der Spiegel lobte vor allem den Regisseur und Hauptdarsteller der „Soldat“-Episode, Nino Manfredi – „Filmische Erfindungskraft beweist allein die letzte Episode, die zur Gänze in einem Bummelzugabteil spielt“ – und nannte ihn „das einzige Originaltalent unter den vier Debütanten.“
Auch Die Zeit stellte vornehmlich Manfredis Leistung heraus: „Ihn allein von den vier Debütanten muß man sich merken.“
Das Lexikon des internationalen Films sah die vier Kurzfilme in „Form und Gehalt ungleichgewichtig.“ So wurde die Episode „Der Junggeselle“ als die schwächste gescholten, „voller Plattheiten und Anzüglichkeiten“, während die Episode „Der Ehemann“ „bemerkenswert durch die taktvolle Interpretation der beiden Hauptdarsteller“ gewesen sei. In der Episode „Der Soldat“ sah das Lexikon „eine amüsante Talentprobe“, die den erotischen Charme eines Max Ophüls verströme.